# Michaeloplia alboscutata
Michaeloplia alboscutata är en skalbaggsart som beskrevs av Marc Lacroix 1997. Michaeloplia alboscutata ingår i släktet Michaeloplia och familjen Melolonthidae. Inga underarter finns listade i Catalogue of Life.